# Uvaria
Genre
Uvaria est un genre de plantes à fleurs de la famille des Annonaceae dans la classification phylogénétique. 

## Liste d'espèces
Selon BioLib (24 juillet 2017) :
- Uvaria boniana Finet & Gagnepain
- Uvaria calamistrata Hance
- Uvaria grandiflora Roxburgh ex Hornemann
- Uvaria kurzii (King) P. T. Li
- Uvaria kweichowensis P. T. Li
- Uvaria macrophylla Roxburgh
- Uvaria rufa Blume
- Uvaria tonkinensis Finet & Gagnepain

Selon Catalogue of Life (24 juillet 2017) :
- Uvaria acuminata Oliv.
- Uvaria afzelii G. Elliot
- Uvaria alba Merr.
- Uvaria albertisii Diels
- Uvaria ambongensis (Baill.) Diels
- Uvaria amplexicaulis Diels
- Uvaria andamanica King
- Uvaria angolensis Welw. ex Oliv.
- Uvaria annickiae Jongkind
- Uvaria anonoides Baker f.
- Uvaria antsiranensis Le Thomas
- Uvaria argentea Blume
- Uvaria aurita Blume
- Uvaria bancana Scheff.
- Uvaria bathiei Ghesq. ex Cavaco & Keraudren
- Uvaria baumannii Engl. & Diels
- Uvaria beccarii Attanayake, I. M. Turner & R. M. K. Saunders
- Uvaria bipindensis Engl.
- Uvaria boniana Finet & Gagnep.
- Uvaria borneensis (Merr.) Utteridge
- Uvaria brevistipitata De Wild.
- Uvaria busgenii A. Unwin
- Uvaria cabindensis Exell
- Uvaria cabrae De Wild. & T. Durand
- Uvaria caffra E. Mey. ex Sond.
- Uvaria calamistrata Hance
- Uvaria callicarpa Baill.
- Uvaria capuronii Keraudren
- Uvaria cardiophylla Engl. & Diels
- Uvaria caroli-afzelii R. E. Fr.
- Uvaria celebica Scheff.
- Uvaria chamae P. Beauv.
- Uvaria chariensis A. Chev.
- Uvaria cherrevensis (Pierre ex Finet & Gagnep.) L. L. Zhou, Y. C. F. S
- Uvaria chinensis Hance ex Kuntze
- Uvaria cinerascens (Miq.) L. L. Zhou, Y. C. F. Su & R. M. K. Saunders
- Uvaria clavata Pierre ex Engl. & Diels
- Uvaria clementis (Merr.) Attanayake, I. M. Turner & R. M. K. Saunde
- Uvaria combretifolia Diels
- Uvaria commersoniana Baill.
- Uvaria comperei Le Thomas
- Uvaria concava Teijsm. & Binn.
- Uvaria cordifolia Roxb.
- Uvaria cornuana Engl. & Diels
- Uvaria cuanzensis Paiva
- Uvaria cuneifolia (Hook. f. & Thomson) L. L. Zhou, Y. C. F. Su & R.
- Uvaria curtisii King
- Uvaria curvistipitata Attanayake, I. M. Turner & R. M. K. Saunders
- Uvaria cyrtopoda Miq.
- Uvaria dac Pierre ex Finet & Gagnep.
- Uvaria dacremontii Boutique
- Uvaria dasoclema L. L. Zhou, Y. C. F. Su & R. M. K. Saunders
- Uvaria dasychlamys Miq.
- Uvaria decaryana Cavaco & Keraudren
- Uvaria decidua Diels
- Uvaria denhardtiana Engl. & Diels
- Uvaria dinklagei Engl. & Diels
- Uvaria diplocampta Diels
- Uvaria doeringii Diels
- Uvaria dulcis Dunal
- Uvaria edulis N. Robson
- Uvaria elliptifolia Merr.
- Uvaria eucincta Bedd. ex Dunn
- Uvaria excelsa (Hook. f. & Thomson) King
- Uvaria farquharii Hutch. & Dalziel
- Uvaria faulknerae Verdc.
- Uvaria ferruginea Buch.-Ham. ex Hook. f. & Thomson
- Uvaria flexuosa Ast
- Uvaria foetida Ruiz & Pav. ex G. Don
- Uvaria forbesii (Baker f.) L. L. Zhou, Y. C. F. Su & R. M. K. Saun
- Uvaria furfuracea (A. DC.) Baill.
- Uvaria gabonensis Engl. & Diels
- Uvaria glabra Span.
- Uvaria glabrata Engl. & Diels
- Uvaria goloensis Merr.
- Uvaria gracilipes N. Robson
- Uvaria grandiflora Roxb. ex Hornem.
- Uvaria griffithii L. L. Zhou, Y. C. F. Su & R. M. K. Saunders
- Uvaria hahnii (Finet & Gagnep.) J. Sinclair
- Uvaria hamata Dunal
- Uvaria hamiltonii Hook. f. & Thomson
- Uvaria hasselti Blume
- Uvaria heterocarpa Blume
- Uvaria heteroclita Roxb.
- Uvaria heterotricha Pellegr.
- Uvaria heyneana Wight & Arn.
- Uvaria hirsuta Jack
- Uvaria hispidocostata Pierre ex Engl. & Diels
- Uvaria holtzei F. Muell.
- Uvaria hookeri King
- Uvaria humbertii Ghesq. ex Cavaco & Keraudren
- Uvaria japonica L.
- Uvaria javana Dunal
- Uvaria johannis Exell
- Uvaria kirkii Oliv. ex Hook. f.
- Uvaria klaineana Engl. & Diels
- Uvaria klainei Pierre ex Engl. & Diels
- Uvaria kurzii (King) P. T. Li
- Uvaria kweichowensis P. T. Li
- Uvaria lamponga Scheff.
- Uvaria lanceolata Scheff.
- Uvaria lancifolia Merr.
- Uvaria lanuginosa Ridl.
- Uvaria larep Miq.
- Uvaria lastoursvillensis Pellegr.
- Uvaria laurentii De Wild.
- Uvaria lauterbachiana Diels
- Uvaria leandrii Ghesq. ex Cavaco & Keraudren
- Uvaria leichhardtii (F. Muell.) L. L. Zhou, Y. C. F. Su & R. M. K. Sau
- Uvaria lemurica Diels
- Uvaria leopoldvillensis De Wild.
- Uvaria leptocladon Oliv.
- Uvaria leptopoda (King) R. E. Fr.
- Uvaria littoralis (Blume) Blume
- Uvaria lobbiana Hook. f. & Thomson
- Uvaria longipes (Craib) L. L. Zhou, Y. C. F. Su & R. M. K. Saunder
- Uvaria lucida Benth.
- Uvaria lungonyana Vollesen
- Uvaria macgregorii Merr.
- Uvaria macrantha Hassk.
- Uvaria macropoda Hook. f. & Thomson
- Uvaria macrorhyncha Miq.
- Uvaria manjensis Cavaco & Keraudren
- Uvaria marenteria (DC.) Baill.
- Uvaria mendesii Paiva
- Uvaria micrantha (A. DC.) Hook. f. & Thomson
- Uvaria mocoli De Wild. & T. Durand
- Uvaria mollis Engl. & Diels
- Uvaria monticola Miq.
- Uvaria muricata Pierre ex Engl. & Diels
- Uvaria narum Wall.
- Uvaria neoguineensis Engl.
- Uvaria ngounyensis Pellegr.
- Uvaria nitida Roxb.
- Uvaria obanensis Baker f.
- Uvaria oligocarpa (Diels) L. L. Zhou, Y. C. F. Su & R. M. K. Saunder
- Uvaria osmantha Diels
- Uvaria ovata (Vahl ex Dunal) A. DC.
- Uvaria pachychila Merr.
- Uvaria panayensis Merr.
- Uvaria pandensis Verdc.
- Uvaria papuasica (Diels) L. L. Zhou, Y. C. F. Su & R. M. K. Saunder
- Uvaria pauciovulata Hook. f. & Thomson
- Uvaria pedunculosa (A. DC.) Walp.
- Uvaria peninsula Elmer
- Uvaria pierrei Finet & Gagnep.
- Uvaria poggei Engl. & Diels
- Uvaria psorosperma Pierre ex Engl. & Diels
- Uvaria pubescens Zipp.
- Uvaria puguensis D. M. Johnson
- Uvaria pulchra Louis ex Boutique
- Uvaria relambo Deroin & L. Gaut.
- Uvaria rivularis Louis ex Boutique
- Uvaria rosenbergiana Scheff.
- Uvaria rufa (Dunal) Blume
- Uvaria rufescens A. DC.
- Uvaria rupestris (Jessup) L. L. Zhou, Y. C. F. Su & R. M. K. Saunde
- Uvaria saboureaui Cavaco & Keraudren
- Uvaria sambiranensis Deroin & L. Gaut.
- Uvaria sankowskyi L. L. Zhou, Y. C. F. Su & R. M. K. Saunders
- Uvaria sassandrensis Jongkind
- Uvaria scabra Miq.
- Uvaria scabrida Oliv.
- Uvaria scabridula (Jessup) L. L. Zhou, Y. C. F. Su & R. M. K. Saunde
- Uvaria schefferi L. L. Zhou, Y. C. F. Su & R. M. K. Saunders
- Uvaria scheffleri Diels
- Uvaria schelei Engl.
- Uvaria schizocalyx Backer
- Uvaria schweinfurthii Engl. & Diels
- Uvaria scortechinii King
- Uvaria semecarpifolia Hook. f. & Thomson
- Uvaria siamensis (Scheff.) L. L. Zhou, Y. C. F. Su & R. M. K. Saund
- Uvaria smithii Engl.
- Uvaria sofa G. Elliot
- Uvaria solanifolia C. Presl
- Uvaria sordida Teijsm. & Binn.
- Uvaria sphenocarpa Hook. f. & Thomson
- Uvaria stellata Merr.
- Uvaria synsepala Miq.
- Uvaria tanzaniae Verdc.
- Uvaria thomasii Sprague & Hutch.
- Uvaria timoriensis Blume
- Uvaria tonkinensis Finet & Gagnep.
- Uvaria topazensis (Jessup) L. L. Zhou, Y. C. F. Su & R. M. K. Saunde
- Uvaria tortilis A. Chev. ex Hutch. & Dalziel
- Uvaria uhrii (F. Muell.) L. L. Zhou, Y. C. F. Su & R. M. K. Sau
- Uvaria unguiculata (Jessup) L. L. Zhou, Y. C. F. Su & R. M. K. Saunde
- Uvaria utteridgei L. L. Zhou, Y. C. F. Su & R. M. K. Saunders
- Uvaria vareigneana Pierre ex Finet & Gagnep.
- Uvaria verrucosa Scheff.
- Uvaria versicolor Pierre ex Engl. & Diels
- Uvaria vietnamensis C. Meade
- Uvaria welwitschii (Hiern) Engl. & Diels
- Uvaria wrayi (King) L. L. Zhou, Y. C. F. Su & R. M. K. Saunders
- Uvaria yunnanensis (Hu) L. L. Zhou, Y. C. F. Su & R. M. K. Saunders
- Uvaria zeylanica L.
- Uvaria zippeliana Miq.
- Uvaria zippelii Korth.
- Uvaria zschokkei Elmer

Selon NCBI (24 juillet 2017) :
- Uvaria acuminata
- Uvaria afzelii
- Uvaria angolensis
- Uvaria anonoides
- Uvaria antsiranensis
- Uvaria argentea
- Uvaria baumannii
- Uvaria boniana
- Uvaria borneensis
- Uvaria buchholzii
- Uvaria caffra
- Uvaria calamistrata
- Uvaria chamae
- Uvaria cherrevensis
- Uvaria clavata
- Uvaria clementis
- Uvaria commersoniana
- Uvaria concava
- Uvaria cordata
- Uvaria cuneifolia
- Uvaria dasoclema
- Uvaria dependens
- Uvaria dulcis
- Uvaria elmeri
- Uvaria excelsa
- Uvaria faulknerae
- Uvaria fauveliana
- Uvaria ferruginea
- Uvaria flava
- Uvaria glabra
- Uvaria gracilipes
- Uvaria grandiflora
- Uvaria griffithii
- Uvaria hahnii
- Uvaria hamiltonii
- Uvaria hirsuta
- Uvaria laha
- Uvaria leichhardtii
- Uvaria leptocladon
- Uvaria lobbiana
- Uvaria longipes
- Uvaria lucida
- Uvaria lurida
- Uvaria macrophylla
- Uvaria macropoda
- Uvaria manjensis
- Uvaria marenteria
- Uvaria micrantha
- Uvaria microcarpa
- Uvaria pandensis
- Uvaria pauciovulata
- Uvaria pierrei
- Uvaria rosenbergiana
- Uvaria rufa
- Uvaria rupestris
- Uvaria sambiranensis
- Uvaria sankowskyi
- Uvaria scabridula
- Uvaria semecarpifolia
- Uvaria siamensis
- Uvaria sphenocarpa
- Uvaria topazensis
- Uvaria uhrii
- Uvaria unguiculata
- Uvaria versicolor
- Uvaria vietnamensis
- Uvaria welwitschii
- Uvaria wrayi
- Uvaria zeylanica

Selon The Plant List (24 juillet 2017) :
- Uvaria acuminata Oliv.
- Uvaria afzelii G.F. Scott-Elliot
- Uvaria ambongoensis (Baill.) Diels
- Uvaria angolensis Welw. ex Oliv.
- Uvaria anonoides Baker f.
- Uvaria antsiranensis Le Thomas
- Uvaria argentea Blume
- Uvaria bathiei Ghesq. ex Cavaco & Keraudren
- Uvaria baumannii Engl. & Diels
- Uvaria beccarii Attan., I.M.Turner & R.M.K.Saunders
- Uvaria boniana Finet & Gagnep.
- Uvaria borneensis (Merr.) Utteridge
- Uvaria brazzavillensis A.Chev.
- Uvaria brevistipitata De Wild.
- Uvaria cabindensis Exell
- Uvaria cabrae De Wild.
- Uvaria caffra E. Mey. ex Sond.
- Uvaria calamistrata Hance
- Uvaria capuronii Keraudren
- Uvaria catocarpa Diels
- Uvaria chamae P.Beauv.
- Uvaria clavata Pierre ex Engl. & Diels
- Uvaria clementis (Merr.) Attan., I.M.Turner & R.M.K.Saunders
- Uvaria combretifolia Diels
- Uvaria comperei Le Thomas
- Uvaria concava Teijsm. & Binn.
- Uvaria cornuana Engl. & Diels
- Uvaria cuanzensis Paiva
- Uvaria cuneifolia (Hook.f. & Thomson) L.L.Zhou, Y.C.F.Su & R.M.K.Saunders
- Uvaria curvistipitata Attan., I.M.Turner & R.M.K.Saunders
- Uvaria dacremontii Boutique
- Uvaria dasoclema L.L.Zhou, Y.C.F.Su & R.M.K.Saunders
- Uvaria decaryana Cavaco & Keraudren
- Uvaria decidua Diels
- Uvaria denhardtiana Engl. & Diels
- Uvaria dependens Engl. & Diels
- Uvaria dinklagei Engl. & Diels
- Uvaria diplocampta Diels
- Uvaria doeringii Diels
- Uvaria excelsa (Hook.f. & Thomson) King
- Uvaria farquharii Hutch. & Dalziel
- Uvaria faulknerae Verdc.
- Uvaria furfuracea (A.DC.) Walp.
- Uvaria gabonensis Engl. & Diels
- Uvaria glabra Span.
- Uvaria grandiflora Roxb. ex Hornem.
- Uvaria griffithii L.L.Zhou, Y.C.F.Su & R.M.K.Saunders
- Uvaria hamiltonii Hook. f. & Thomson
- Uvaria heterotricha Pellegr.
- Uvaria hirsuta Jack
- Uvaria hispidocostata Pierre ex Engl. & Diels
- Uvaria humbertii Ghesq. ex Cavaco & Keraudren
- Uvaria javana Dunal
- Uvaria johannis Exell
- Uvaria kirkii Oliv. ex Hook. f.
- Uvaria klaineana Engl. & Diels
- Uvaria klainei Pierre ex Engl. & Diels
- Uvaria kurzii (King) P.T. Li
- Uvaria kweichowensis P.T. Li
- Uvaria lanuginosa Ridl.
- Uvaria lastoursvillensis Pellegr.
- Uvaria latifolia (G.F. Scott-Elliot) Engl. & Diels
- Uvaria laurentii De Wild.
- Uvaria leandrii Ghesq. ex Cavaco & Keraudren
- Uvaria lemurica Diels
- Uvaria leopoldvillensis De Wild.
- Uvaria leptoclados Oliv.
- Uvaria leptopoda (King) R.E. Fr.
- Uvaria littoralis (Blume) Blume
- Uvaria lobbiana Hook.f. & Thomson
- Uvaria longipes (Craib) L.L.Zhou, Y.C.F.Su & R.M.K.Saunders
- Uvaria lucida Bojer ex Benth.
- Uvaria lungonyana Vollesen
- Uvaria manjensis Cavaco & Keraudren
- Uvaria marenteria (DC.) Baill.
- Uvaria mendesii Paiva
- Uvaria micrantha (A.DC.) Hook.f. & Thomson
- Uvaria mocoli De Wild. & T.Durand
- Uvaria monticola Miq.
- Uvaria muricata Pierre ex Engl. & Diels
- Uvaria musaria (Dunal) A.DC. ex Merr.
- Uvaria ngounyensis Pellegr.
- Uvaria obanensis Baker f.
- Uvaria osmantha Diels
- Uvaria osmontha Diels
- Uvaria ovata (Vahl ex DC.) Hook.f. & Benth.
- Uvaria pandensis Verdc.
- Uvaria poggei Engl. & Diels
- Uvaria psorosperma Pierre ex Engl. & Diels
- Uvaria puguensis D.M. Johnson
- Uvaria pulchra Louis ex Boutique
- Uvaria relambo Deroin & L. Gaut.
- Uvaria rivularis Louis ex Boutique
- Uvaria rufa Blume
- Uvaria saboureaui Cavaco & Keraudren
- Uvaria sambiranensis Deroin & L. Gaut.
- Uvaria sassandrensis Jongkind
- Uvaria scabrida Oliv.
- Uvaria schefferi L.L.Zhou, Y.C.F.Su & R.M.K.Saunders
- Uvaria scheffleri Diels
- Uvaria schweinfurthii Engl. & Diels
- Uvaria smithii Engl.
- Uvaria sofa G.F. Scott-Elliot
- Uvaria suaveolens Louis ex Boutique
- Uvaria tanzaniae Verdc.
- Uvaria thomasii Sprague & Hutch.
- Uvaria tonkinensis Finet & Gagnep.
- Uvaria utteridgei L.L.Zhou, Y.C.F.Su & R.M.K.Saunders
- Uvaria valvata De Wild.
- Uvaria verrucosa Scheff.
- Uvaria versicolor Pierre ex Engl. & Diels
- Uvaria welwitschii (Hiern) Engl. & Diels
- Uvaria wrayi (King) L.L.Zhou, Y.C.F.Su & R.M.K.Saunders

Selon Tropicos (24 juillet 2017) (Attention liste brute contenant possiblement des synonymes) :
- Uvaria acuminata Oliv.
- Uvaria aethiopica A. Rich.
- Uvaria afzelii Scott-Elliot
- Uvaria alba Merr.
- Uvaria albertisii Diels
- Uvaria ambongoensis (Baill.) Diels
- Uvaria amplexicaulis Diels
- Uvaria amuyon Blanco
- Uvaria andamanica King
- Uvaria angolensis Welw. ex Oliv.
- Uvaria angustifolia (Benth.) Engl. & Diels
- Uvaria annickiae Jongkind
- Uvaria anonoides Baker f.
- Uvaria antsiranensis Le Thomas
- Uvaria argentea Blume
- Uvaria aromatica Lam.
- Uvaria asterias S. Moore
- Uvaria astrosticta Miq.
- Uvaria badiiflora Hance
- Uvaria baillonii Guillaumin
- Uvaria bathiei Ghesq. ex Cavaco & Keraudren
- Uvaria baumannii Engl. & Diels
- Uvaria bequaerti De Wild.
- Uvaria bicolor Roxb.
- Uvaria bipindensis Engl.
- Uvaria boniana Finet & Gagnep.
- Uvaria bracteata Roxb.
- Uvaria branderhorstii Burck
- Uvaria brasiliensis Vell.
- Uvaria brevistipitata De Wild.
- Uvaria buchholzii Engl. & Diels
- Uvaria bukobensis Engl.
- Uvaria burahol Blume
- Uvaria cabindensis Exell
- Uvaria cabrae De Wild.
- Uvaria caffra E. Mey. ex Sond.
- Uvaria calamistrata Hance
- Uvaria callicarpus Baill.
- Uvaria capuronii Keraudren
- Uvaria catocarpa Diels
- Uvaria cavaleriei H. Lév.
- Uvaria cerasoides Roxb.
- Uvaria chamae P. Beauv.
- Uvaria clavata Pierre ex Engl. & Diels
- Uvaria combretifolia Diels
- Uvaria commersoniana Baill.
- Uvaria comperei Le Thomas
- Uvaria confertiflora Merr.
- Uvaria connivens Benth.
- Uvaria cordata (Dunal) Alston
- Uvaria coriacea Vahl
- Uvaria cornuana Engl. & Diels
- Uvaria corynocarpa Diels
- Uvaria costata Wall.
- Uvaria crassipetala Engler ex Engler & Diels
- Uvaria cristata R. Br. ex Oliv.
- Uvaria cuanzensis Paiva
- Uvaria curtisii King
- Uvaria cylindrica Schumach. & Thonn.
- Uvaria dac Pierre ex Finet & Gagnep.
- Uvaria dacremontii Boutique
- Uvaria decaryana Cavaco & Keraudren
- Uvaria decidua Diels
- Uvaria denhardtiana Engl. & Diels
- Uvaria dependens Engl. & Diels
- Uvaria dinklagei Engl. & Diels
- Uvaria dioeca Roxb.
- Uvaria diplocampta Diels
- Uvaria divaricata Diels
- Uvaria doeringii Diels
- Uvaria dolichoclada Hayata
- Uvaria dulcis Dunal
- Uvaria dumetosa Guillaumin
- Uvaria ebracteata C. Presl
- Uvaria elliotiana Engl. & Diels
- Uvaria elliptica A. DC.
- Uvaria elliptifolia Merr.
- Uvaria elmeri Merr.
- Uvaria engleriana Exell
- Uvaria esculenta Roxb. ex Rottler
- Uvaria eucincta Bedd. ex Dunn
- Uvaria farquharii Hutch. & Dalziel
- Uvaria faulknerae Verdc.
- Uvaria ferruginea Poepp.
- Uvaria flexuosa Jovet-Ast
- Uvaria fornicata Roxb.
- Uvaria furfuracea (A. DC.) Baill.
- Uvaria fusca Benth.
- Uvaria gabonensis Engl. & Diels
- Uvaria gazensis Baker f.
- Uvaria gigantea Engl.
- Uvaria glabra Span.
- Uvaria glauca Hassk.
- Uvaria globosa Hook. f.
- Uvaria glomerulata A. Chev.
- Uvaria godefroyana Finet & Gagnep.
- Uvaria goezeana F. Muell.
- Uvaria gomeziana A. DC.
- Uvaria gossweileri Exell
- Uvaria gracilis Hook. f.
- Uvaria grandiflora Roxb. ex Hornem.
- Uvaria guatterioides A. DC.
- Uvaria hahniana Baill.
- Uvaria hamiltonii Hook. f. & Thomson
- Uvaria heterocarpa Blume
- Uvaria heteroclita Roxb.
- Uvaria heteropetala F. Muell.
- Uvaria heterotricha Pellegr.
- Uvaria hexaloboides R.E. Fr.
- Uvaria hirsuta Jack
- Uvaria hispidocostata Pierre ex Engl. & Diels
- Uvaria hookeri King
- Uvaria huillensis Engl. & Diels
- Uvaria humbertii Ghesq. ex Cavaco & Keraudren
- Uvaria insculpta Engl. & Diels
- Uvaria japonica L.
- Uvaria javana Dunal
- Uvaria johannis Exell
- Uvaria kirkii Oliv. ex Hook. f.
- Uvaria klaineana Engl. & Diels
- Uvaria klainei Pierre ex Engl. & Diels
- Uvaria kurzii (King) P.T. Li
- Uvaria kweichowensis P.T. Li
- Uvaria lanceolata Sw.
- Uvaria lancifolia Merr.
- Uvaria lanotan Blanco
- Uvaria larep Miq.
- Uvaria lastoursvillensis Pellegr.
- Uvaria latifolia (Dunal) Blume
- Uvaria laurentii De Wild.
- Uvaria laurifolia Sw.
- Uvaria lauterbachiana Diels
- Uvaria leandrii Ghesq. ex Cavaco & Keraudren
- Uvaria lemurica Diels
- Uvaria leonensis Engl. & Diels
- Uvaria leopoldvillensis De Wild.
- Uvaria leptoclados Oliv.
- Uvaria leptopoda (King) R.E. Fr.
- Uvaria letestui Pellegr.
- Uvaria leytensis (Elmer) Merr.
- Uvaria littoralis Blume
- Uvaria lobbiana Hook. f. & Thomson
- Uvaria lombardii L. Gaut. & Deroin
- Uvaria longifolia Sonn.
- Uvaria lucida Bojer ex Benth.
- Uvaria lungonyana Vollesen
- Uvaria lurida Hook. f. & Thomson
- Uvaria lutea Roxb.
- Uvaria macclurei Diels
- Uvaria macrocarpa Warm.
- Uvaria macrophylla Roxb.
- Uvaria manjensis Cavaco & Keraudren
- Uvaria mannii Hutch. & Dalziel
- Uvaria marenteria (DC.) Baill.
- Uvaria marginata Diels
- Uvaria mayumbense Exell
- Uvaria mayumbensis Exell
- Uvaria mendesii Paiva
- Uvaria micrantha (A. DC.) Hook. f. & Thomson
- Uvaria microcarpa Champ. ex Benth.
- Uvaria microphylla A. Chev.
- Uvaria microtricha Engl. & Diels
- Uvaria mocoli De Wild. & T. Dur.
- Uvaria molundensis Diels
- Uvaria monopetala A. Rich.
- Uvaria montana Blume
- Uvaria moralesii M. Gómez
- Uvaria multiflora Teijsm. & Binn.
- Uvaria muricata Pierre ex Engl. & Diels
- Uvaria narum Blume
- Uvaria neglecta A. Rich.
- Uvaria ngounyensis Pellegr.
- Uvaria nicaraguensis (Seem.) Baill.
- Uvaria nicobarica Raizada & Sahni
- Uvaria nigrescens Engl. & Diets
- Uvaria nudistellata Elmer
- Uvaria nyassensis auct.
- Uvaria obanensis Baker f.
- Uvaria oblanceolata W.T. Wang
- Uvaria obovata (Willd.) Torr. & A. Gray
- Uvaria obovatifolia Hayata
- Uvaria ochracea Burck
- Uvaria odorata Lam.
- Uvaria odoratissima Roxb.
- Uvaria odorotissima Roxb.
- Uvaria osmontha Diels
- Uvaria ovata (Vahl ex Dunal) A. DC.
- Uvaria pandensis Verdc.
- Uvaria parviflora (Michx.) Torr. & A. Gray
- Uvaria pauci-ovulata Hook. f. & Thomson
- Uvaria pecoensis Exell
- Uvaria peninsula Elmer
- Uvaria pilosa Roxb.
- Uvaria platypetala Champ. ex Benth.
- Uvaria platyphylla Boutique
- Uvaria poggei Engl. & Diels
- Uvaria psorosperma Pierre ex Engl. & Diels
- Uvaria ptychocalyx Miq.
- Uvaria puguensis D.M. Johnson
- Uvaria pulchra Louis ex Boutique
- Uvaria purpurea Blume
- Uvaria pycnophylla Diels
- Uvaria pygmea (W. Bartram) Torr. & A. Gray
- Uvaria relambo Deroin & L. Gaut.
- Uvaria reticulata Blume
- Uvaria rhodantha Hance
- Uvaria ridleyi King
- Uvaria rivularis Louis ex Boutique
- Uvaria rosenbergiana Scheffer
- Uvaria rubiginosa DC.
- Uvaria rufa Blume
- Uvaria rugosa Blume
- Uvaria saboureaui Cavaco & Keraudren
- Uvaria sambiranensis Deroin & L. Gaut.
- Uvaria sassandrensis Jongkind
- Uvaria scaberrima Exell
- Uvaria scabrida Oliv.
- Uvaria schefferi L.L. Zhou, Y.C.F. Su & R.M.K. Saunders
- Uvaria scheffleri Diels
- Uvaria schweinfurthii Engl. & Diels
- Uvaria scortechinii King
- Uvaria sessilis Vell.
- Uvaria sibuyanensis Elmer
- Uvaria smithii Engl.
- Uvaria sofa Scott-Elliot
- Uvaria solanifolia C. Presl
- Uvaria sorzogonensis C. Presl
- Uvaria sp.-le-testu-2233
- Uvaria spectabilis DC.
- Uvaria staudtii Engl. & Diels
- Uvaria stellata Merr.
- Uvaria suaveolens Louis ex Boutique
- Uvaria suberosa Roxb.
- Uvaria sumatrana Kurz
- Uvaria sympetala Merr.
- Uvaria synsepala Miq.
- Uvaria tanzaniae Verdc.
- Uvaria thomasii Sprague & Hutch.
- Uvaria tomentosa Roxb.
- Uvaria tonkinensis Finet & Gagnep.
- Uvaria trichomalla Blume
- Uvaria triloba (L.) Torr. & A. Gray
- Uvaria uncata Lour.
- Uvaria valvata De Wild.
- Uvaria variabilis De Wild.
- Uvaria velutina Blume
- Uvaria ventricosa Roxb.
- Uvaria verrucosa Engl. & Diels
- Uvaria versicolor Pierre
- Uvaria villosa Roxb.
- Uvaria virens N.E. Br.
- Uvaria virgata (Blume) Blume
- Uvaria viridiflora (Splitg. ex de Vriese) Walp.
- Uvaria vogelii Hook. f.
- Uvaria welwitschii Engl. & Diels
- Uvaria winkleri Diels
- Uvaria yunnanensis L.L. Zhou, Y.C.F.Su & R.M.K. Saunders
- Uvaria zenkeri Engl.
- Uvaria zeylanica L.
- Uvaria zschokkei Elmer